# Flins-Neuve-Église
Flins-Neuve-Église è un comune francese di 168 abitanti situato nel dipartimento degli Yvelines nella regione dell'Île-de-France.

## Società

### Evoluzione demografica
Abitanti censiti